# Right Here Waiting
"Right Here Waiting" é uma canção do cantor e compositor estadunidense Richard Marx. Foi lançada em 29 de junho de 1989, servindo como o segundo single de seu segundo álbum de estúdio, Repeat Offender (1989). Possui composição de autoria de Marx com produção adicional de David Cole. O tema adquiriu êxito global após o seu lançamento, tornando-se sua canção assinatura e liderando as tabelas musicais de diversos países da Europa, Oceania e América do Norte, o qual neste último, permaneceu no topo da estadunidense Billboard Hot 100 por três semanas consecutivas.

## Antecedentes e composição
Marx escreveu "Right Here Waiting" como uma carta de amor para sua então esposa, a atriz Cynthia Rhodes, que estava na África do Sul gravando um filme, enquanto ele viajava em turnê, Marx explicou sobre a inspiração para suas letras dizendo: "Não vejo Cynthia há, tipo, sete ou oito semanas, e sei que ainda tenho mais sete semanas pela frente e estou perdidamente apaixonado por ela” e completou : "E eu acabei de escrever essa canção em vinte minutos".
Após terminar de compor "Right Here Waiting", Marx não tinha intenção de gravar a canção porque considerou-a muito pessoal, então enviou a faixa para a cantora Barbra Streisand gravar. Streisand havia pedido que Marx escrevesse um hit para ela. No dia seguinte ao envio, ela lhe ligou dizendo: "‘Richard, ouvi a canção; é uma canção linda, mas vou precisar que você reescreva a letra porque não vou ficar aqui esperando por ninguém". Dessa forma, depois que Streisand se recusou a cantá-la, Marx a gravou inserindo "Right Here Waiting" na lista de faixas de Repeat Offender.

## Vídeo musical
O vídeo musical de "Right Here Waiting" foi dirigido por Jim Yukich e produzido por Paul Flattery. A produção apresenta várias filmagens em preto e branco da turnê de Marx intercaladas com cenas coloridas dele tocando a faixa para um auditório vazio com um piano de cauda em uma passagem de som.

## Faixas e formatos
Vinil de sete polegadas
1. "Right Here Waiting" — 4:28
2. "Wait for the Sunrise" — 4:13

Vinil de três polegadas
1. "Right Here Waiting" — 4:28
2. "Wait for the Sunrise" — 4:13
3. "Hold on to the Nights" (live at the Palace Theatre, Los Angeles, CA) — 4:48

CD single 
1. "Right Here Waiting"
2. "Hold on to the Nights" (live)
3. "That Was Lulu" (live)
4. "Wild Life"

Fita cassete
1. "Right Here Waiting" — 4:28
2. "Wait for the Sunrise" — 4:13
3. "Right Here Waiting" — 4:28
4. "Wait for the Sunrise" — 4:13

## Desempenho nas tabelas musicais
Com o seu lançamento, "Right Here Waiting" estreou nas tabelas estadunidenses na semana de 8 de julho de 1989, posicionando-se em número quarenta e quatro pela Billboard Hot 100 e em número trinta e quatro pela Billboard Adult Contemporary. Posteriormente, a canção atingiu o topo da Billboard Hot 100, na semana correspondente a 12 de agosto de 1989, tornando-se o terceiro single de Marx a atingir tal feito. "Right Here Waiting" permaneceu no topo por três semanas consecutivas. Pela Billboard Adult Contemporary, a canção atingiu a liderança da tabela na semana de 5 de agosto de 1989, tornando-a o primeiro single de Marx a fazê-lo. "Right Here Waiting" permaneceu em número um na tabela por seis semanas consecutivas. Além disso, a canção também alcançou o primeiro lugar na tabela da Radio & Records CHR/Pop Airplay em 4 de agosto de 1989, permanecendo no topo por três semanas.
No Canadá, "Right Here Waiting" estreou em número quarenta e oito pela RPM Top Singles, na semana de 17 a 22 de julho de 1989, atingindo pico de número um na semana correspondente a 28 de agosto a 2 de setembro de 1989, permanecendo no topo por cinco semanas consecutivas. No Reino Unido, a canção estreou na posição de número trinta e dois, na semana de 26 de agosto a 1 de setembro de 1989. A seguir, atingiu seu pico de número dois na semana referente a 16 a 22 de setembro de 1989.
| País — Tabela musical (1989–1990)             | Melhor posição |
| --------------------------------------------- | -------------- |
| Alemanha Ocidental (Official German Charts)   | 12             |
| Austrália (ARIA Charts)                       | 1              |
| Áustria (Ö3 Austria Top 40)                   | 19             |
| Bélgica (Ultratop 50 de Flandres)             | 3              |
| Canadá (The Record)                           | 1              |
| Canadá (RPM Top Singles)                      | 1              |
| Canadá (RPM Adult Contemporary)               | 1              |
| Espanha (AFYVE)                               | 17             |
| Estados Unidos (Billboard Hot 100)            | 1              |
| Estados unidos (Billboard Adult Contemporary) | 1              |
| França (SNEP)                                 | 19             |
| Irlanda (IRMA)                                | 1              |
| Noruega (VG-lista)                            | 4              |
| Nova Zelândia (Recorded Music NZ)             | 1              |
| Países Baixos (Dutch Top 40)                  | 3              |
| Países Baixos (Single Top 100)                | 4              |
| Reino Unido (UK Singles Chart)                | 2              |
| Suécia (Sverigetopplistan)                    | 7              |
| Suíça (Schweizer Hitparade)                   | 6              |

| País — Tabela musical (1989)                  | Posição |
| --------------------------------------------- | ------- |
| Austrália (ARIA Charts)                       | 14      |
| Bélgica (Ultratop de Flanders)                | 13      |
| Canadá (RPM Top Singles)                      | 2       |
| Estados Unidos (Billboard Hot 100)            | 11      |
| Estados Unidos (Billboard Adult Contemporary) | 6       |
| Europa (Hot 100 Singles)                      | 40      |
| Nova Zelândia (Recorded Music NZ)             | 35      |
| Países Baixos (Dutch Top 40)                  | 15      |
| Países Baixos (Single Top 100)                | 23      |
| Reino Unido (UK Singles Chart)                | 30      |

| Tabela musical (1958—2018)         | Posição |
| ---------------------------------- | ------- |
| Estados Unidos (Billboard Hot 100) | 397     |

### Certificações
| Região | Certificação | Vendas     |
| --- | ------------ | ---------- |
| Canadá (Music Canada) | Ouro         | 50 000^    |
| Dinamarca (IFPI Dinamarca) | Ouro         | 45 000‡    |
| Estados Unidos (RIAA) | Platina      | 1 000 000^ |
| Reino Unido (BPI) | Prata        | 200 000^   |
| *números de vendas baseados somente na certificação ^distribuições baseadas apenas na certificação ‡vendas+valores de streaming baseados somente na certificação |              |            |

## Regravações e uso na mídia
Em 1989, "Right Here Waiting" foi incluída na trilha sonora internacional da telenovela brasileira Top Model (1989–90). Adicionalmente, a canção, foi a 47ª mais tocada nas rádios do país naquele ano. Mais tarde, em 1996, uma versão em português foi lançada pela dupla sertaneja brasileira Leandro & Leonardo, intitulada "Eu Sou Desejo, Você é Paixão", presente em seu 11° álbum de estúdio Leandro & Leonardo Vol. 10.
Em 1999, a cantora estadunidense de R&B Monica, lançou como sendo o último single de seu segundo álbum de estúdio The Boy Is Mine (1998), uma versão cover da canção, apenas nos Estados Unidos e contendo a participação do grupo de R&B 112. Esta versão atingiu a posição de número trinta e dois pela Billboard  Adult R&B Songs, na semana de 22 de janeiro de 2000. Em 2006, o cantor espanhol Julio Iglesias incluiu a canção em seu álbum de versões covers de nome Romantic Classics. "Right Here Waiting", foi incluída na trilha sonora do drama coreano Reply 1988 (2015–16).

## Créditos e pessoal
O processo de elaboração de "Right Here Waiting" atribui os seguintes créditos:
- Richard Marx – vocais, composição, produção
- David Cole – produção
- C.J. Vanston – teclado
- Bruce Gaitsch – guitarra, solo de guitarra clássica